# Where the Heart Is
Where the Heart Is to amerykański serial telewizyjny, nadawany na kanale CBS od 8 września 1969 do 23 marca 1973 r.

## Krótki opis
Został stworzony przez Lou Scofield i Margaret DePriest. Doczekał się 912 odcinków. Akcja opery mydlanej toczyła się w fikcyjnej miejscowości Northcross, w Connecticut. Centrum serialu była rodzina Hathaway.

## Obsada
Zestawienie przygotowano na podstawie informacji portalu filmowego IMDb.com:
- James Mitchell – jako Julian Hathaway (906 odcinków)
- Diana Van der Vlis – jako Kate Prescott/Kate Hathaway Prescott (903)
- Louise Shaffer – jako Allison Jessup (901)
- Gregory Abels – jako Michael Hathaway
- Mike Hammett – jako Matthew Arnold
- Tracy Brooks Swope – jako Liz Hathaway
- Peter MacLean – jako John Rainey
- Ron Harper – jako Steve Prescott
- William Post Jr. – jako dr Joe Prescott
- Mike Bersell – jako Peter Jardin
- David Cryer – jako dr Hugh Jessup
- Delphi Harrington – jako Christine Cameron
- Lisa Blake Richards – jako Vicky Lucas
- Diana Walker – jako Mary Hathaway
- Joseph Mascolo – jako Ed Lucas
- Alice Drummond – jako Loretta Jardin
- Priscilla Pointer – jako Adrienne Rainey
- Clarice Blackburn – jako Amy Snowden
- John Scanlon – jako Tom O'Neill
- Stephen Joyce – jako Roy Archer
- Bibi Osterwald – jako Stella O'Brien
- Katherine Meskill – jako Nan Prescott
- Zohra Lampert – jako Ellie Jardin
- Keith Charles – jako Robert Jardin
- Barbara Baxley – jako Margaret Jardin #1.